# 蜂の噴水

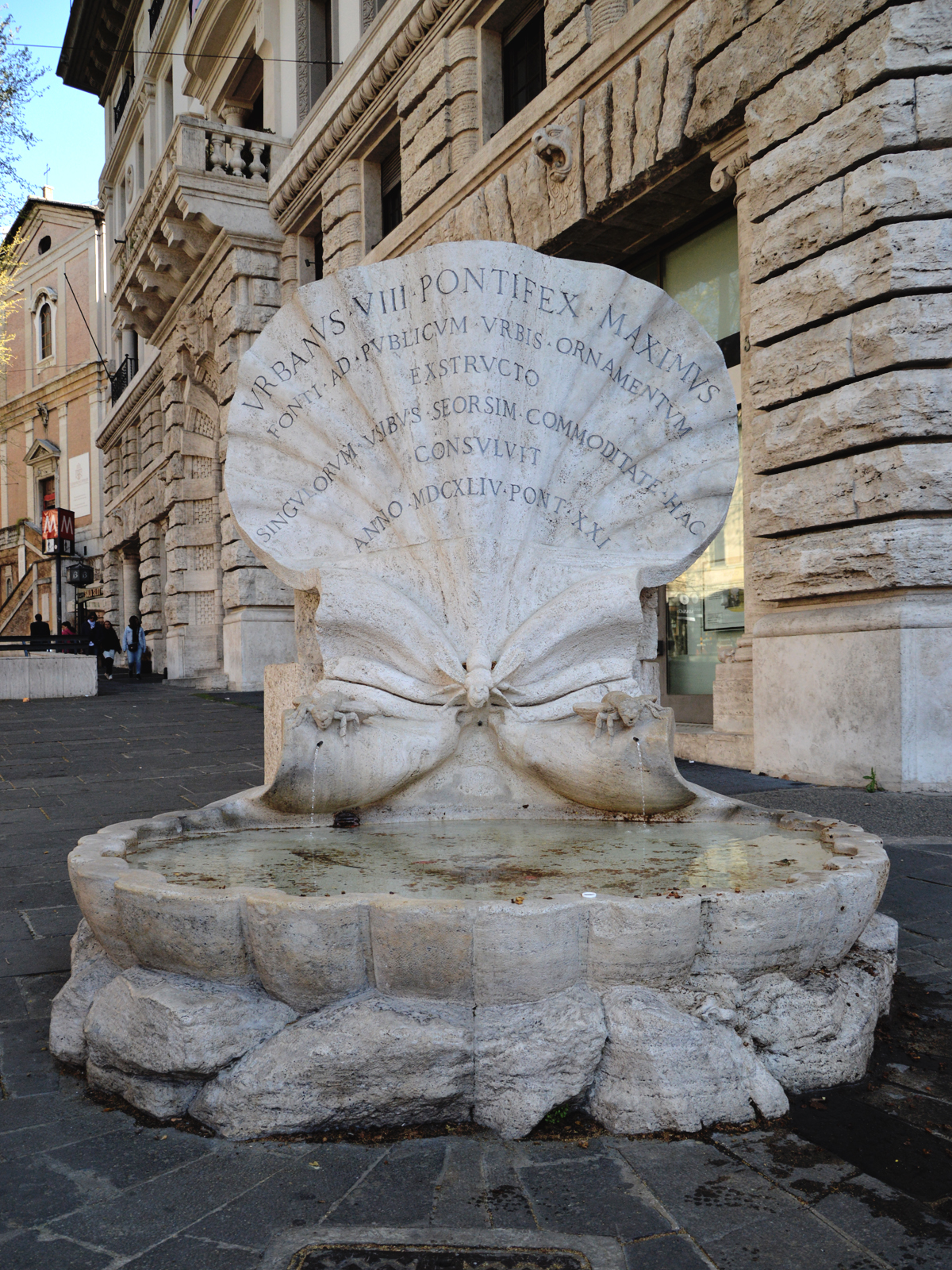
蜂の噴水（2018年4月）

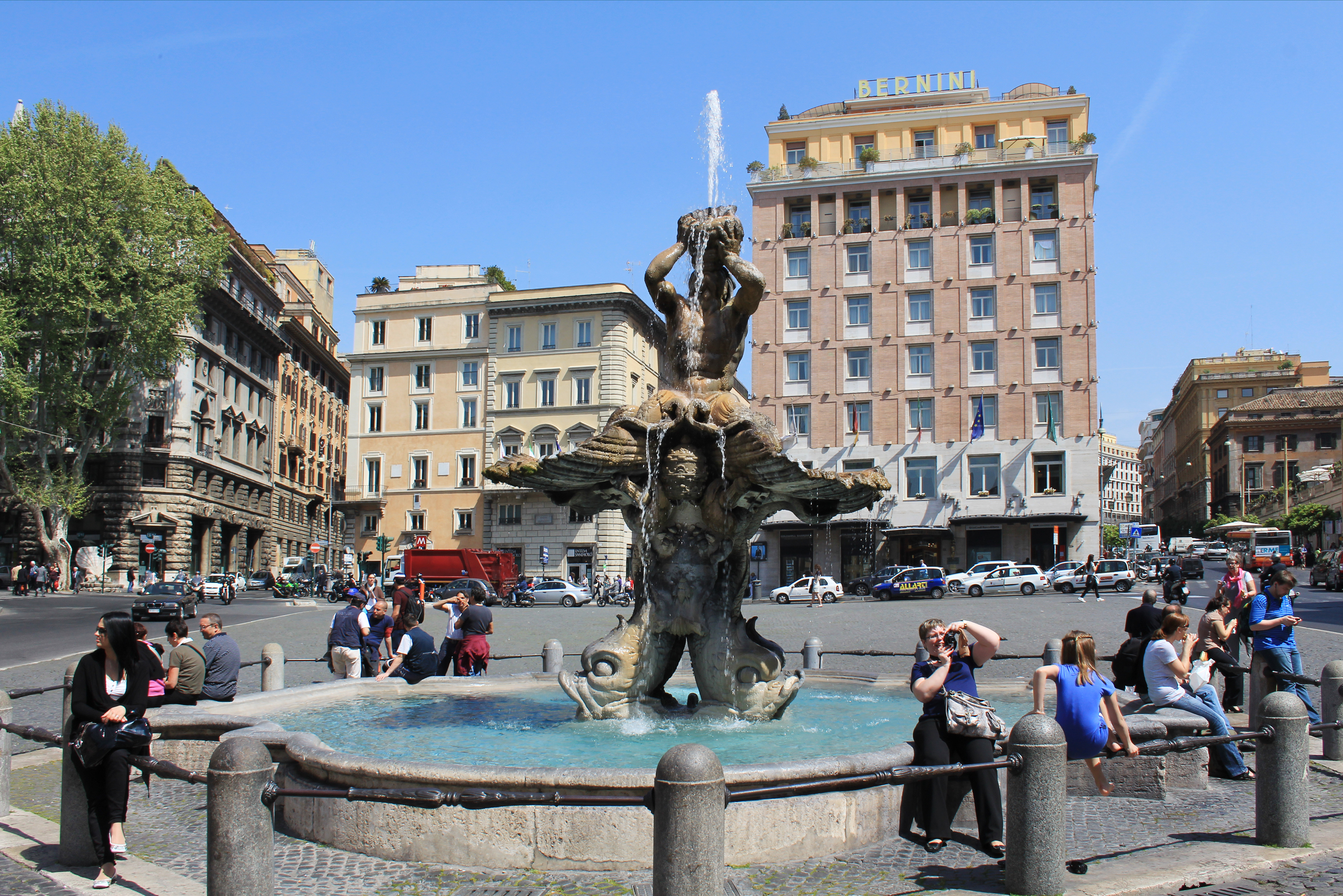
バルベリーニ広場中央にあるトリトーネの噴水。噴水の西に立ち東を向いて撮られた写真。左奥には蜂の噴水も見える。見切れた右側にパラッツォ・バルベリーニがある。建物の前に赤いトラックがあるが、その裏手にメトロの入り口がある（Mの標識がある）。

蜂の噴水（イタリア語: Fontana delle Api）はイタリア ローマのバルベリーニ広場にある噴水。フェリーチェ水道の水を使っている。立ち上がった二枚貝に3匹の蜂がとまっており、それらの下から水が供給されているというデザイン。3匹の蜂は発注者たるウルバヌス8世の生家バルベリーニ家の紋章に由来する。
1644年、ウルバヌス8世の命によりベルニーニの手で制作された。完成日は4月6日。同じくバルベリーニ広場にあるトリトーネの噴水(1643) に続けて完成したもので、トリトーネの噴水で一回噴出された水を地下で再利用してこちらに出力し、馬など家畜用の水場とされていたという。碑文に2つの用途が記載されており、装飾用と利便性のためと説明されているが、このうち装飾部分はトリトーネの噴水のことで、利便性は蜂の噴水のことをさすと解釈されている。蜂は当時はルーニ（現マッサの辺り）産の大理石製であり、噴水の設置場所も広場からシスティーナ街（当時はフェリーチェ街）へ出るあたりの角に設置されていた。チェーザレ・ドノーフリオ『ローマの水道と噴水』(1977) によれば1865年ごろに何らかの理由でいったん撤去されローマ市の倉庫送りとなり、1915年末に現在の位置（ヴィットーリオ・ヴェーネト街への角）に再設置されたという。現在の石灰華製の噴水は当時の修復の結果であり、全体的に原型はほとんど残っていない。2017年にも清掃・修復工事が行われ、すくなくとも3匹の蜂のうち、中央の一体がオリジナルというレポートが『地球の歩き方』から出ている。
『即興詩人』（アンデルセン）の冒頭、以下のような箇所がある。
「三條の樋の口」から水がでて「石盤」に注ぐ。これこそ蜂の噴水のことを指している。しかし原書が1835年刊であり、上述のようにそれ以後に「ヰア、フエリチエ（フェリーチェ街）」の辺りから位置がかわってしまっているのである。

## 碑文のかつてあった誤り
碑文にはラテン語で、「偉大なウルバヌス8世は、（中略。噴水などを）作られた。これは1644年の彼の21回目の在位のことである。」といった趣旨のことが書かれている。太字部分について、完成当時ベルニーニは「22回目」と刻んでいたが、実際のところウルバヌス8世は22回目（在位22年）の目前、8日前に死去してしまった。「21回目」に修正したのはウルバヌス8世の甥、フランチェスコ枢機卿であった。